# CFU Club Championship 2015
La CFU Club Championship 2015 è stata la 17ª edizione della CFU Club Championship, manifestazione calcistica internazionale riservata alle squadre di club dei paesi membri della Caribbean Football Union.
Il torneo si è svolto dal 15 aprile al 24 maggio 2015 ed è stata vinto dalla formazione trinidadiana del Central Football Club. Le prime tre squadre classificate hanno ottenuto la qualificazione alla CONCACAF Champions League 2015-2016.

## Partecipanti
| Federazione             | Squadra              | Qualificazione                                           | Note   |
| ----------------------- | -------------------- | -------------------------------------------------------- | ------ |
| Antigua e Barbuda       | SAP                  | Campione Premier Division 2013-14                        | [ 3 ]  |
| Bahamas                 | Lyford Cay Dragons   | Campione BFA Senior League 2013-14                       | [ 4 ]  |
| Guadalupa               | CS Moulien           | Campione Division d'Honneur de Guadeloupe 2013-14        | [ 5 ]  |
| Guadalupa               | USR Sainte-Rose      | 2º classificato Division d'Honneur de Guadeloupe 2013-14 | [ 5 ]  |
| Guyana                  | Alpha United         | Campione Guyana National Super League 2013-14            | [ 6 ]  |
| Guyana                  | Guyana Defence Force | 2º classificato Guyana National Super League 2013-14     | [ 6 ]  |
| Haiti                   | America des Cayes    | Campione Ligue Haïtienne Tournoi d'Ouverture 2014        | [ 7 ]  |
| Haiti                   | Don Bosco            | Campione Ligue Haïtienne Tournoi de Clôture 2014         | [ 7 ]  |
| Giamaica                | Montego Bay United   | Campione National Premier League 2013-14                 | [ 8 ]  |
| Giamaica                | Waterhouse           | 2º classificato National Premier League 2013-14          | [ 8 ]  |
| Suriname                | Inter Moengotapoe    | Campione Hoofdklasse 2013-14                             | [ 9 ]  |
| Suriname                | Excelsior            | 2º classificato Hoofdklasse 2013-14                      | [ 9 ]  |
| Trinidad e Tobago       | W Connection         | Campione TT Pro League 2013-14                           | [ 10 ] |
| Trinidad e Tobago       | Central              | 2º classificato TT Pro League 2013-14                    | [ 10 ] |
| Isole Vergini americane | Helenites            | Campione U.S. Virgin Islands Championship 2013-14        | [ 11 ] |

## Risultati

### Fase a gironi

#### Gruppo A
Tutte le gare sono state disputate al Providence Stadium di Georgetown (Guyana).
| # | Squadra           | PG | V | N | P | GF | GS | DR  | Pt |
| - | ----------------- | -- | - | - | - | -- | -- | --- | -- |
| 1 | Central           | 2  | 2 | 0 | 0 | 5  | 1  | + 4 | 6  |
| 2 | Alpha United      | 2  | 1 | 0 | 1 | 4  | 3  | + 1 | 3  |
| 3 | Inter Moengotapoe | 2  | 0 | 0 | 2 | 0  | 5  | - 5 | 0  |

| 15-04-2015 | Alpha United      | 3 - 0 | Inter Moengotapoe |
| 17-04-2015 | Inter Moengotapoe | 0 - 2 | Central           |
| 19-04-2015 | Alpha United      | 1 - 3 | Central           |

#### Gruppo B
Tutte le gare sono state disputate all'Ato Boldon Stadium di Couva (Trinidad e Tobago).
| # | Squadra              | PG | V | N | P | GF | GS | DR   | Pt |
| - | -------------------- | -- | - | - | - | -- | -- | ---- | -- |
| 1 | W Connection         | 2  | 2 | 0 | 0 | 14 | 3  | + 11 | 6  |
| 2 | SAP                  | 2  | 0 | 1 | 1 | 4  | 9  | - 5  | 1  |
| 3 | Guyana Defence Force | 2  | 0 | 1 | 1 | 3  | 9  | - 6  | 1  |
| 4 | Waterhouse           | –  | – | – | – | –  | –  | –    | –  |

| 15-04-2015 | W Connection         | 7 - 1 | Guyana Defence Force |
| 17-04-2015 | Guyana Defence Force | 2 - 2 | SAP                  |
| 19-04-2015 | W Connection         | 7 - 2 | SAP                  |

#### Gruppo C
Tutte le gare sono state disputate al Complexe Sportif des Cayes di Les Cayes (Haiti).
| # | Squadra            | PG | V | N | P | GF | GS | DR  | Pt |
| - | ------------------ | -- | - | - | - | -- | -- | --- | -- |
| 1 | Montego Bay United | 3  | 3 | 0 | 0 | 8  | 1  | + 7 | 9  |
| 2 | America des Cayes  | 3  | 2 | 0 | 1 | 7  | 7  | 0   | 6  |
| 3 | CS Moulien         | 3  | 1 | 0 | 2 | 4  | 5  | - 1 | 3  |
| 4 | Excelsior          | 3  | 0 | 0 | 3 | 4  | 10 | - 6 | 0  |

| 15-04-2015 | Montego Bay United | 1 - 0 | CS Moulien         |
| 15-04-2015 | America des Cayes  | 4 - 2 | Excelsior          |
| 17-04-2015 | CS Moulien         | 3 - 2 | Excelsior          |
| 17-04-2015 | America des Cayes  | 1 - 4 | Montego Bay United |
| 19-04-2015 | Excelsior          | 0 - 3 | Montego Bay United |
| 19-04-2015 | America des Cayes  | 2 - 1 | CS Moulien         |

#### Gruppo D
Tutte le gare sono state disputate allo Stade Sylvio Cator di Port-au-Prince (Haiti).
| # | Squadra            | PG | V | N | P | GF | GS | DR   | Pt |
| - | ------------------ | -- | - | - | - | -- | -- | ---- | -- |
| 1 | Don Bosco          | 3  | 3 | 0 | 0 | 16 | 1  | + 15 | 9  |
| 2 | Lyford Cay Dragons | 3  | 1 | 1 | 1 | 3  | 12 | - 9  | 4  |
| 3 | USR Sainte-Rose    | 3  | 0 | 2 | 1 | 4  | 5  | - 1  | 2  |
| 4 | Helenites          | 3  | 0 | 1 | 2 | 3  | 8  | - 5  | 1  |

| 15-04-2015 | Helenites          | 2 - 2  | USR Sainte-Rose    |
| 15-04-2015 | Don Bosco          | 10 - 0 | Lyford Cay Dragons |
| 17-04-2015 | USR Sainte-Rose    | 2 - 2  | Lyford Cay Dragons |
| 17-04-2015 | Don Bosco          | 5 - 1  | Helenites          |
| 19-04-2015 | Lyford Cay Dragons | 1 - 0  | Helenites          |
| 19-04-2015 | Don Bosco          | 1 - 0  | USR Sainte-Rose    |

### Fase eliminatoria
Tutte le gare sono state disputate all'Ato Boldon Stadium di Couva (Trinidad e Tobago).

#### Tabellone
|  | Semifinali         | Semifinali         | Semifinali   |              |         | Finale             | Finale             | Finale         |  |
|  |                    |                    |              |              |         |                    |                    |                |  |
|  | Don Bosco          | Don Bosco          | 0 (1)        |              |         |                    |                    |                |  |
|  | Don Bosco          | Don Bosco          | 0 (1)        |              |         |                    |                    |                |  |
|  | Central            | Central            | 0 (3)        |              |         |                    |                    |                |  |
|  | Central            | Central            | 0 (3)        |              | Central | Central            | 2                  |                |  |
|  |                    |                    |              |              | Central | Central            | 2                  |                |  |
|  |                    |                    | W Connection | W Connection | 1       |                    |                    |                |  |
|  | Montego Bay United | Montego Bay United | W Connection | W Connection | 1       | 0                  |                    |                |  |
|  | Montego Bay United | Montego Bay United |              |              |         | 0                  |                    |                |  |
|  | W Connection       | W Connection       | 1            |              |         | Finale 3° - 4°     | Finale 3° - 4°     | Finale 3° - 4° |  |
|  | W Connection       | W Connection       | 1            |              |         |                    |                    |                |  |
|  |                    |                    |              |              |         |                    |                    |                |  |
|  |                    |                    |              |              |         | Don Bosco          | Don Bosco          | 0              |  |
|  |                    |                    |              |              |         | Don Bosco          | Don Bosco          | 0              |  |
|  |                    |                    |              |              |         | Montego Bay United | Montego Bay United | 1              |  |

#### Semifinali
| Squadra 1          | Risultato         | Squadra 2    |
| ------------------ | ----------------- | ------------ |
| Don Bosco          | 0 - 0 (1 - 3 dcr) | Central      |
| Montego Bay United | 0 - 1             | W Connection |

#### Finale 3º-4º posto
| Squadra 1 | Risultato | Squadra 2          |
| --------- | --------- | ------------------ |
| Don Bosco | 0 - 1     | Montego Bay United |

#### Finale
| Arbitro: | Sherwin Moore |

|                       |           |                |
| Rochford 27’ Jack 49’ | Marcatori | 90+1’ Benjamin |

## Classifica marcatori
| Gol |  |  | Giocatore          | Squadra              |
| --- |  |  | ------------------ | -------------------- |
| 7   |  |  | Hashim Arcia       | W Connection         |
| 6   |  |  | Jhon Benchy Estama | Don Bosco            |
| 4   |  |  | Jean Monuma        | Don Bosco            |
| 3   |  |  | Jerrel Britto      | W Connection         |
| 3   |  |  | Wensley Christoph  | Excelsior            |
| 3   |  |  | Delroy Fraser      | Guyana Defence Force |
| 3   |  |  | Shahdon Winchester | W Connection         |